# Дюваг
Duewag AG (или Düwag, чете се Дюваг) е немска компания, в миналото един от главните производители на железопътни превозни средства в Германия, със седалище в Юрдинген, днес част от гр. Крефелд, Северен Рейн-Вестфалия.

## История
Компанията е основана през 1898 г. като Waggonfabrik Uerdingen AG („Вагоностроителен завод Юрдинген“) в Юрдинген. След сливането с Düsseldorfer Waggonfabrik през 1935 г., в Юрдинген се произвеждат железопътни превозни средства, докато в Дюселдорф – главно трамваи.
От 1981 г. компанията официално носи името Duewag AG, като по-голямата част от акциите принадлежат на Waggonfabrik Talbot.
Duewag е продаден на Siemens AG през 1989 г., а от 1999 г. се обособява като дъщерна компания на Siemens AG под името Siemens Duewag Schienenfahrzeuge GmbH („Сименс-Дюваг релсови транспортни средства“). През 2002 г. напълно се слива със Siemens. През 2012 г. последният произведен тук трамвай напуска завода.
Duewag е бил близко до монопол в Западна Германия, като почти всеки трамвай, купен от 1960 г. насам, е направен от компанията.

## Duewag вБългария
През 1995 г. са внесени 29 броя трамваи втора употреба от Германия, които обслужват в София трамвайни линия 22 и 21 (до 2002 г.)
През 2010 г. е открита линия 23, по която движат само GT8.

## Продукти
- Uerdinger Schienenbus
- TW 400
- TW 6000, градска железница в Хановер
- B80, градска железница в Рейнско-рурски регион
- T4 + B4, четириосна трамвайна мотриса + ремарке
- GT6, шестосна съчленена трамвайна мотриса
- GT8, осемосна двойносъчленена трамвайна мотриса